# 競女!!!!!!!!
《競女!!!!!!!!》為空詠大智在小學館《週刊少年Sunday》連載的水上運動類型日本漫畫，於2013年34號開始連載，至2017年22·23合併號完結。單行本全18冊。台灣由青文出版社出版發行。2016年10至12月播放電視動畫版。
「競女」是這個作品中一種以女性的胸部和臀部進行相撲的原創競技運動。

## 劇情簡介

### 設定
「競女」為本作品原創的虛構賭博競技。是一種在水上擂台（稱為「立地」）進行、由女性參賽者穿著泳裝、並且以胸部和臀部進行碰撞的競技運動。參加的選手不能使用手和腳攻擊，只能以臀部和胸部擊落對手，如果用胸、臀以外的部位接觸到對手就是違規。只要落到擂台外（也就是落水）即是落敗，在擂台上倒地也視為落敗。這項運動在2003年誕生，成為與競馬、競輪、競艇齊名的超人氣賭博賽事。乍看之下比賽熱血沸騰，但劇中描寫此運動曾多次造成選手及人員傷亡，且有角色因此半身不遂，是一項危險的競賽項目。競女選手分為近戰型（インファイター）、外線型（アウトファイター）和反擊型（カウンター）三種，三者互相剋制。

### 故事大綱
貧窮的高中生神無希得知了一種被稱為競女的競技賭博運動，為了靠這種運動賺大錢而決定邁向選手之途，她進入位於關西的瀨戶內競女養成學校，認識了前柔道選手宮田紗耶香，以及室友青葉風音和豐口能。四人原本被分配在普通班，在某次訓練中、神無希意外使出了強大的技巧「真空烈尻」而受到師長的關注，在接受特訓後實力提升，並在分班測驗後進入精英培訓班。之後、神無望在職業選手白雪京子的指導下習得「瞬尻」，並和同學組成隊伍、與位於關東的駿河競女養成學校的隊伍舉行「東西戰」，以兩勝一敗的成績取得勝利。畢業後，神無望邁入職業競女之途、向獎金女王「五尻」挑戰。

## 登場人物

### 主要人物
神無希（聲：Lynn）
本作主角。內線型。連載時的設定是高中3年級，17歳。3月12日生，血型為AB型，身高為165cm。前體操運動員，由於窮困、放棄了體育大學的資格，改為從事競女這項較為賺錢的競技運動。由於身為前體操選手，具有卓越的平衡感和柔軟度。常用的絕技為威力强大但卻容易被躲掉的“真空烈尻”以及攻速快的“瞬尻”。
宮田紗耶香（聲：M·A·O）
本作第二主角。外線型。7月24日生，血型為A型，身高為164cm。曾是天才型的柔道少女。與希同樣以成為競女為目標。由於是貧乳，可以做出較為輕巧敏捷的動作。她放棄柔道從事競女的行為讓開設柔道道場的父親宮田無雙（聲：斧篤志）不能諒解，但在東西戰中證明自己的努力並與父親冰釋前嫌。絕技為通過勒緊泳褲來增加臀部可動範圍，進而增加自己移動速度的“K-acceleration”，但此招式在使用后會因肌肉疲勞而讓使用者在一段時間内無法移動，必須看準時機來使用。

### 瀨戶內競女養成學校

#### 309號室
青葉風音（聲：本渡楓）
廣島縣出身。外線型。18歳，5月17日生，血型為A型，身高為158cm。綁著馬尾，個性比較沉默悲觀，不會表達感情，感情會透過晃動的馬尾來表達。經常獨自一人在房間裏看競女雜誌。具有良好的空間感。
能力為「臀之財寶」，透過觸摸屁股掌握了校內所有人的資料，並能將不同屁股的特性運用在自己身上。
豐口濃（聲：大西沙織）
鹿兒島縣出身。9月2日生，血型為O型，身高為169cm。實力順位排名第14。反擊型。18歳。綁著雙馬尾、天然呆。
具有超乎常人的柔軟屁股，能承受強大的撞擊，同時給予對方相對強大的反彈力，所以是強力類型選手最怕類型的選手。在校內分班賽時，被觀摩的競女技師班的男同學稱為擁有「臀之殺手」的軟臀體質。

#### 精英培訓班學生
日下生美櫻（聲：山村響）
校內實力順位排名第1。內線型。20歳。母親是英國人。前日本仰泳比賽的金牌選手。金髮碧眼、英語流利、喜歡女孩子。主要尻技為攻擊對手的性感帶，使其高潮失去戰鬥能力。
實力遠超過一般學生，具有相當多種類、高段甚至危險的技巧。
河合花火（聲：前田玲奈）
校內實力順位排名第3。內線型。京都府出身。初登場時為17歳。有擔任過壘球投手的經驗。瞳孔是花形圖案。非常喜歡帥哥！在畢業後拜白雪京子為師傅。
擅長瞄準對方要害攻擊，例如心臟、下巴等。
六堂鈴（聲：高橋李依）
校內實力順位排名第6(畢業時為第2)。外線型。兵庫縣出身。18歳。暱稱「鈴鈴（りんりん）」。興奮的時候頭髮會豎起變成貓耳。
非常有自信，自稱「西日本最快外線型選手」（在分班賽中輸了給宮田后自稱「西日本宮田之外最快外線型選手」），與同樣以速度見長的宮田紗耶香不打不相識，在對決後萌生友情。肺活量大，能做連續攻擊都不會喘氣。
藤崎琴音（聲：石上靜香）
校內實力順位排名第4。反擊型。廣島縣出身。18歳。母親是前競女選手，姐姐是現役選手。
腐女，原本對競女並不熱衷（會在比賽時妄想BL的相關情節），認爲競女只是一份容易賺錢的工作。在分班賽中輸給神無后意識到競女的樂趣。有名為刻耳柏洛斯的敏感屁股，能自動攻擊對手。
吉田敦子（聲：藤原夏海）
校內實力順位排名第7。京都府出身。內線型。有著壯碩的健美身材，以及名為「金剛尻」的堅硬屁股。與丰口的相性很差，幾乎每次與丰口對決時都會被一招秒殺。
月下兔（聲：田中美海）
校內實力順位排名第9。外線型。奈良縣出身。21歳。身材屬於短小精悍型。十分崇拜日下生美櫻，對特別受到日下生關愛的神無望感到忌妒。尻技為天下無尻，能隱藏自己的身影。
小刀沙彌（聲：北川里奈）
校內實力順位排名第2(畢業時為第6)。反擊型。在畢業後因過度使用胸技患了乳力脫力症導致胸部失去彈力、下垂、麻痺而無法揮動，但跟母親之間的約定而無法放棄胸技，後來知道神無望等人幫她想出能代替乳拔刀的臀技後終於漸漸地改變想法。
有著武士般嚴謹的個性。能用胸部使出類似居合的攻擊名為「乳拔刀」。後為了代替不能過度使用的胸，研發出「尻拔刀」。

#### 教職員
氏部凪（聲：安藤麻吹）
於入学測驗時初次登場並擔任主考官。選手時代被稱為獎金女王「塞壬」，動畫中因過度使用高難度技巧的真空烈臀而重傷；漫畫中為正常退休，還舉辦過尻畢業季。體型變得肥胖，但仍有相當實力。
相當信任自己的學生們，並看好他們未來的發展。發明UTM(氏部特製泳衣)，先後要求神無希及其他菁英班學生穿著。
古川翼
於入学測驗時初次登場擔任考官。前A級選手。
小早川未來（聲：日笠陽子）
於入学測驗時初次登場擔任考官。前S級選手。

### 駿河競女養成學校
位於駿河的競女養成學校，過去十年來與瀨戶內校在東西之戰中皆為獲勝。而在與神無望等人進行的是次對決中，隊伍由坂城綾子（聲：淵崎有里子）領軍，分成三隊出賽。
第一回合的成員是能以眼睛分辨冷熱的七瀨奈美（聲：井口裕香），駿河實力排行第4；身材魁武的花山咲（聲：村中知），排行第12；雙胞胎冬空叶星（聲：田中真奈美）與冬空星天（聲：鈴木繪理），排名第7與第8。
第二回合的成員是全方位型的高手鳳凰院早苗（聲：葉山郁美），排行第3；能透過自我暗示讓臀部充滿妖精力量的黑霧綾瀨（聲：種崎敦美），排行第5；攻擊方式形同舞蹈的糸枝舞（聲：優木加奈），排行第8；能以震動屁股摩擦對方並起火的火口 京（聲：矢作紗友里），排行第9。
第三回合的成員是合作絕佳的搭檔室町光（聲：淺倉杏美）和森本綠（聲：木村珠莉），排行第6與第7；體型碩大的 横杉妙（聲：飯田友子），排行第13；主將坂城真夜（聲：川澄綾子），排行第2，真夜因天生具有強大的力量而遭受同儕排擠，因而產生另一個人格坂城華夜，具有較原本人格更強的力量，在駿河的實力排名第1。

### 現役競女選手
白雪京子（聲：淺野真澄）
擁有「京都導彈淑女」外號的現役A級選手。京都特別訓練時，擔任神無望等內線型學生的教練。
原田美代（聲：藤田奈央）
現役A級選手。京都特別訓練時，擔任外線型學生的教練。
井上真央（聲：井上奈奈）
現役A級選手。京都特別訓練時，擔任反擊型學生的教練。
東雲愛
本名藤崎愛，藤崎琴音的姊姊。兵庫支部所屬。B級選手。對於母親散播「茂夫的絲網內褲」這件事非常的反感。
銀夜萌子
有「吸尻姬」的外號。因品行問題停在A級選手，實際已有S級選手實力。平常手拿扇子，戴一頂帽子。能夠細微地收放臀部的力量產生共振讓對手的肌肉鬆緩無法使出力氣。
武藤刃
B級選手。千葉出身。外線型。興趣做點心和遛狗。因升上A級不久就掉回B級所以會藉由把對手打到哭天喊地來發洩怒氣，為無血無淚的兇惡選手。
柏葉括
東京都所屬。原A級，現S級選手。五尻龍膽專屬隊「尻影部隊」中的一員。擁有兩種臀質的「變質臀」，臀部可以變成和石頭一樣硬的「岩臀」或是能把物體反彈出去的「軟臀」。潛入藤崎家時聽到了藤崎玲子散播「茂夫的絲網內褲」的消息決定向委員會報告，但後來被劍悠悠阻止。

### 五尻
包括賞金女王在內的日本競女界的前五，總計勝率超過八成，已數年沒有把地位讓給別人。
劍悠悠
現賞金女王。有「聖尻之女王」的外號。屁股上夾著一把聖劍。能藉由摩擦左右臀產生200以上的高電壓。胸部亦能放電，但其表示會使乳頭燒焦。熱愛美食。被神無打敗。
龍膽美咲
有「豪尻的龍膽」的外號。擁有日本最強尻肌。有著相當驚人的食量。屁股能行光合作用產生源源不絕的能量。被豐口和鳳凰院打敗。
孔雀娜琪
日本最快的遠攻手。有中二屬性。可以藉由掐乳頭將集中力極限的集中讓事物看起來變得緩慢，但對旋轉的物體沒轍。平常會戴著防毒面具，且很容易莫名其妙的昏倒，而昏倒的原因總是讓旁人感到相當困惑。被宮田打倒。
星出光
擁有日本第一重臀，用力時能讓臀部變得又硬又重，像隕石一般足以將比賽立地破壞掉讓對手沒有立足之地。被日下生美櫻擊敗。
雪月鬱美
有「尻風的雪月」的外號。喜歡引人注目。脊椎比一般人更多更精細，所以能使出真空烈尻等旋轉腰部的招式。自稱「被尻神愛上的人」。僅用真空烈尻一種招式就把宮田、小刀、河合、神無擊敗。用必殺技「UN-CO」把神無打到昏迷。為五尻中第一個即將退休的。

## 出版書籍
| 冊數 | 小學館         | 小學館                 | 青文出版社    | 青文出版社           |
| 冊數 | 發行日期       | ISBN                   | 發行日期      | EAN                  |
| ---- | -------------- | ---------------------- | ------------- | -------------------- |
| 1    | 2013年11月18日 | ISBN 978-4-09-124505-2 | 2015年5月20日 | EAN 471-8016-01327-8 |
| 2    | 2014年2月18日  | ISBN 978-4-09-124565-6 | 2016年7月6日  | EAN 471-8016-01897-6 |
| 3    | 2014年5月18日  | ISBN 978-4-09-124645-5 | 2016年9月12日 | EAN 471-8016-01974-4 |
| 4    | 2014年8月18日  | ISBN 978-4-09-125080-3 | 2016年11月2日 | EAN 471-8016-02090-0 |
| 5    | 2014年11月18日 | ISBN 978-4-09-125373-6 | 2017年3月1日  | EAN 471-8016-02219-5 |
| 6    | 2015年2月18日  | ISBN 978-4-09-125598-3 | 2017年5月11日 | EAN 471-8016-02350-5 |
| 7    | 2015年5月18日  | ISBN 978-4-09-125839-7 |               |                      |
| 8    | 2015年8月18日  | ISBN 978-4-09-126208-0 |               |                      |
| 9    | 2015年11月18日 | ISBN 978-4-09-126487-9 |               |                      |
| 10   | 2016年2月18日  | ISBN 978-4-09-126777-1 |               |                      |
| 11   | 2016年5月18日  | ISBN 978-4-09-127137-2 |               |                      |
| 12   | 2016年9月16日  | ISBN 978-4-09-127337-6 |               |                      |
| 13   | 2016年10月18日 | ISBN 978-4-09-127409-0 |               |                      |
| 14   | 2016年12月16日 | ISBN 978-4-09-127423-6 |               |                      |
| 15   | 2017年3月17日  | ISBN 978-4-09-127506-6 |               |                      |
| 16   | 2017年5月18日  | ISBN 978-4-09-127565-3 |               |                      |
| 17   | 2017年6月16日  | ISBN 978-4-09-127580-6 |               |                      |
| 18   | 2017年7月18日  | ISBN 978-4-09-127725-1 |               |                      |

## 電視動畫
2016年2月在《週刊少年Sunday》11號宣布改編成電視動畫。動畫由XEBEC製作，2016年10月6日至同年12月22日在TOKYO MX、BS11首播。動畫版大幅壓縮了進入培訓學校前的情節，直接以進入學校後的生活做為故事開端。

### 製作人員
- 原作：空詠大智
- 導演：高橋秀彌[5]
- 劇本統籌：加戶譽夫[5]
- 人物設定：中野圭哉[5]
- 道具設定：原由知
- 總作畫監督：常盤健太郎（8話－11話）
- 美術設定：米川信悟
- 美術監督：上裕文、加藤浩（日语：加藤浩）
- 色彩設定：北林千明
- 攝影監督：師岡拓磨
- 剪輯：松村正宏
- 音響監督：濱野高年（日语：濱野高年）
- 音樂：松尾早人
- 音樂製作人：岡田昭彥
- 製作人：中山信宏（日语：中山信宏）、福田順、千野孝敏、岡村武真、臼倉龍太郎、林俊安、藍谷厚史
- 動畫製作人：西澤正智
- 動畫製作：XEBEC[5]
- 製作：日本競女振興會（日本華納娛樂、KlockWorx（日语：クロックワークス）、XEBEC、創通、Lantis、MEDICOS ENTERTAINMENT、大阪放送、日本播音演技研究所）

### 主題曲
片頭曲「DREAM×SCRAMBLE！」
作詞：，作曲、編曲：本田光史郎，主唱：AiRI
片尾曲「Fantas/HIP Girlfriends!」
作詞：藤林聖子，作曲、編曲：，主唱：神無希（Lynn）&宮田紗耶香（M·A·O）&青葉風音（本渡楓）&豐口濃（大西沙織）

### 各話列表
| 話數   | 日文標題 | 中文標題               | 劇本     | 分鏡                    | 演出       | 作畫監督                                                                  |
| ------ | -------- | ---------------------- | -------- | ----------------------- | ---------- | ------------------------------------------------------------------------- |
| 第1話  |          | 瀨戶內競女養成學校!!!! | 加戶譽夫 | 髙橋秀彌                | 川崎豐     | 石原滿、高見明男                                                          |
| 第2話  |          | 團結的臀顛球!!!!       | 丸川直子 | 吉川博明                | 中重俊佑   | 萩原正人、田中美穗 高見明男                                               |
| 第3話  |          | 真空烈尻!!!!           | 石田健幸 | 長澤剛                  | 長澤剛     | 菊池聰延、高見明男                                                        |
| 第4話  |          | 最快臀部決定戰!!!!     | 石田健幸 | 外山草、加戶譽夫 長澤剛 | 矢出菱伯太 | 武口憲司、大河原晴男 高見明男                                             |
| 第5話  |          | 自動迎擊刻耳柏洛斯!!!! | 丸川直子 | 明俊 高橋秀彌           | 川崎豐     | 一之瀨結梨                                                                |
| 第6話  |          | 魅惑的京都合宿!!!!     | 加戶譽夫 | 加戶譽夫                | 高橋幸雄   | 石井明治、萩原省治 高岡希一                                               |
| 第7話  |          | 蘿蔔指引的前方!!!!     | 加戶譽夫 | 加戶譽夫                | 孫承希     | 石原滿、高見明男                                                          |
| 第8話  |          | 風波奏起的東西戰!!!!   | 丸川直子 | 加戶譽夫                | 東亮祐     | 萩原正人、清水拓磨 高橋慶江、朴昌煥                                       |
| 第9話  |          | 攀登架上的霸者!!!!     | 丸川直子 | 長澤剛                  | 長澤剛     | 沓澤陽子、德田拓也 外山陽介、中野圭哉 神戶洋行、細田沙織 藤田正幸、輿石曉 |
| 第10話 |          | 東西戰第二回合!!!!     | 石田健幸 | 飯村正之                | 高橋秀彌   | 武口憲司、萩原省智 高見明男                                               |
| 第11話 |          | 決戰之城!!!!           | 加戶譽夫 | 加戶譽夫                | 筑紫大介   | 石原滿、一之瀨結梨 金海淑、朴昌煥 朴旲烈、外山陽介 高見明男               |
| 第12話 |          | 熱戰終尻!!!!           | 加戶譽夫 | 髙橋秀彌 長澤剛         | 高橋秀彌   | 石原滿、山岡信一 呇澤洋子、清水陽一                                       |

### 播放電視台
日本深夜動畫：下文記載的日本国内播放時間使用日本標準時間（UTC+9）表示。因為部分時間标识會採用30小时制，因此請留意这类超过24:00的时间，其實際播放時間為翌日清晨。
| 播放地區 | 播放電視台                 | 播放日期                | 播放時間（UTC+9）         | 所屬聯播網 | 備註     |
| -------- | -------------------------- | ----------------------- | ------------------------- | ---------- | -------- |
| 東京都   | TOKYO MX                   | 2016年10月6日－12月22日 | 星期四 23時30分－24時00分 | 獨立局     |          |
| 日本全國 | AT-X                       | 2016年10月6日－12月22日 | 星期四 24時00分－24時30分 | 東京電視網 | 有重播   |
| 日本全國 | BS11                       | 2016年10月6日－12月22日 | 星期四 24時30分－25時00分 | ANIME+節目 | 衛星電視 |
| 日本全國 | AbemaTV                    | 2016年10月6日－12月22日 | 星期四 24時30分－25時00分 | 網絡電視   | 有重播   |
| 日本全國 | Amazon影音                 | 2016年10月7日－12月23日 | 星期五 12時00分 更新      | 網絡電視   |          |
| 日本全國 | Google Play Store          | 2016年10月7日－12月23日 | 星期五 12時00分 更新      | 網絡電視   |          |
| 日本全國 | Jupiter Telecommunications | 2016年10月7日－12月23日 | 星期五 12時00分 更新      | 網絡電視   |          |
| 日本全國 | TSUTAYA TV                 | 2016年10月7日－12月23日 | 星期五 12時00分 更新      | 網絡電視   |          |
| 日本全國 | NICONICO頻道               | 2016年10月7日－12月23日 | 星期五 12時00分 更新      | 網絡電視   |          |
| 日本全國 | BANDAI CHANNEL             | 2016年10月7日－12月23日 | 星期五 12時00分 更新      | 網絡電視   |          |
| 日本全國 | 光TV                       | 2016年10月7日－12月23日 | 星期五 12時00分 更新      | 網絡電視   |          |
| 日本全國 | au Anime Pass              | 2016年10月7日－12月23日 | 星期五 12時00分 更新      | 網絡電視   |          |
| 日本全國 | QTV                        | 2016年10月7日－12月23日 | 星期五 12時00分 更新      | 網絡電視   |          |
| 日本全國 | PlayStation Network        | 2016年10月7日－12月23日 | 星期五 12時00分 更新      | 網絡電視   |          |
| 日本全國 | U-NEXT                     | 2016年10月7日－12月23日 | 星期五 12時00分 更新      | 網絡電視   |          |
| 日本全國 | 樂天 ShowTime              | 2016年10月7日－12月23日 | 星期五 12時00分 更新      | 網絡電視   |          |
| 日本全國 | niconico生放送             | 2016年10月7日－12月23日 | 星期五 24時30分－25時00分 | 網絡電視   |          |

### 藍光／DVD
| 卷數 | 發行日期       | 收錄話         | 規格編號   | 規格編號   |
| 卷數 | 發行日期       | 收錄話         | 藍光初回版 | DVD初回版  |
| ---- | -------------- | -------------- | ---------- | ---------- |
| 1    | 2016年11月23日 | 第1話－第2話   | 1000632172 | 1000632178 |
| 2    | 2016年12月21日 | 第3話－第4話   | 1000632173 | 1000632179 |
| 3    | 2017年1月25日  | 第5話－第6話   | 1000632174 | 1000632180 |
| 4    | 2017年2月22日  | 第7話－第8話   | 1000632175 | 1000632181 |
| 5    | 2017年3月29日  | 第9話－第10話  | 1000632176 | 1000632182 |
| 6    | 2017年4月26日  | 第11話－第12話 | 1000632177 | 1000632183 |

### 影像特典
藍光光碟和DVD各卷收錄的短篇動畫。
| 回 | 日文標題 | 中文標題 | 劇本     | 分鏡、演出 | 作畫監督 |
| -- | -------- | -------- | -------- | ---------- | -------- |
| 1  |          |          | 丸川直子 | 高橋秀弥   | 清水陽一 |
| 2  |          |          | 丸川直子 | 高橋秀弥   | 沓澤洋子 |
| 3  |          |          | 丸川直子 | 高橋秀弥   | 平馬浩司 |
| 4  |          |          |          |            |          |
| 5  |          |          |          |            |          |
| 6  |          |          |          |            |          |

### 廣播
廣播電台以《熱血！解決！競女電台！》為標題，2016年10月5日起每週三24時45分至25時00分在大阪電台，2017年1月5日至同年3月30日（最終回）每週四23時30分至23時45分同樣在大阪電台播出。主持人由神無希的聲優Lynn和豐口濃的聲優大西沙織擔任。

## 評價
動畫新聞網的團隊撰文評論2016年秋季中最佳與最糟的動畫，其中，評論員Theron Martin認為《競女!!!!!!!!》是該季最傑出的動畫，而Paul Jensen和Lauren Orsini認為它可以得亞軍。Theron Martin指出雖然「它的概念很荒謬，擺明了就是給粉絲殺必死的節目」，不過卻「有著奇妙的獨創性和令人發噱的惡搞」，並表示雖然在這一季裡不是不能找到比《競女!!!!!!!!》更好的作品，但沒有比《競女!!!!!!!!》更純粹的娛樂了。Paul Jensen稱讚：「我是很想選一些比較有深度的作品，例如《三月的獅子》和《少女編號》，但我發現《競女!!!!!!》超乎想像」，並同樣指出「這個作品明顯是粉絲向殺必死作品，簡直亂搞一通」但「令人發笑」。Lauren Orsini原本還懷疑該作品的內容是否值得它使用八個驚嘆號，但在看過作品後立刻承認了那些驚嘆號不是虛有其表。
另一方面，作者空詠大智在推特公開小學館內幕以及自己作品完結的原因，是因應在出版方受到壓力而非作品銷量不佳。

## 影響
2017年，葡萄牙一群《競女!!!!!!!!》愛好者成立了運動團體「Keijo Portugal」（競女葡萄牙），將原本純屬虛構的「競女」競技搬上現實世界，成為一種真實存在的運動競技。

## 腳註

### 來源
1. ↑  . WEB Sunday. 2013-07-24  [2016-03-27]. （原始内容存档于2020-10-30） （日语）.
2. ↑  . Club Sunday.   [2016-03-27]. （原始内容存档于2016-07-25） （日语）.
3. ↑  . Comic Natalie. Natalie. 2016-02-10  [2016-03-27]. （原始内容存档于2020-06-23） （日语）.
4. ↑  . Comic Natalie. 株式會社Natasha. 2016-07-24  [2016-10-06]. （原始内容存档于2021-04-25） （日语）.
5. 1 2 3 4  . Comic Natalie. 株式會社Natasha. 2016-05-18  [2016-05-18]. （原始内容存档于2020-11-08） （日语）.
6. ↑  . Lantis. 2016-08-11  [2016-08-12]. （原始内容存档于2019-07-19） （日语）.
7. ↑  . .   [2021-04-14]. （原始内容存档于2021-01-29） （日语）.
8. ↑  在關西地區用radiko free可以聽取、不過用radiko premium與YouTube華納兄弟日本動畫官方帳戶仍可以在日本全國各地聽取。
9. ↑  The Anime News Network Editorial Team. . Anime News Network. 2016-12-23  [2016-12-23]. （原始内容存档于2016-12-23） （英语）.
10. ↑  . 宅宅新聞. 2017-04-27  [2017-05-06]. （原始内容存档于2019-07-20） （日语）.
11. ↑  Kara Dennison. . crunchyroll. 2017-07-23  [2017-07-23]. （原始内容存档于2017-07-23） （英语）.

### 小學館漫畫
1. ↑  .   [2016-03-27]. （原始内容存档于2014-07-14） （日语）.
2. ↑  .   [2016-03-27]. （原始内容存档于2014-03-03） （日语）.
3. ↑  .   [2016-03-27]. （原始内容存档于2015-04-08） （日语）.
4. ↑  .   [2016-03-27]. （原始内容存档于2015-04-07） （日语）.
5. ↑  .   [2016-03-27]. （原始内容存档于2014-12-04） （日语）.
6. ↑  .   [2016-03-27]. （原始内容存档于2015-04-02） （日语）.
7. ↑  .   [2016-03-27]. （原始内容存档于2015-04-02） （日语）.
8. ↑  .   [2016-03-27] （日语）.[]
9. ↑  .   [2016-03-27]. （原始内容存档于2017-09-29） （日语）.
10. ↑  .   [2016-03-27]. （原始内容存档于2017-09-29） （日语）.
11. ↑  .   [2016-10-06]. （原始内容存档于2017-03-05） （日语）.
12. ↑  .   [2016-10-06]. （原始内容存档于2017-03-05） （日语）.
13. ↑  .   [2016-12-03]. （原始内容存档于2017-03-05） （日语）.
14. ↑  .   [2016-12-03]. （原始内容存档于2017-09-28） （日语）.
15. ↑  .   [2017-03-18]. （原始内容存档于2017-09-29） （日语）.
16. ↑  .   [2017-05-18] （日语）.[]
17. ↑  .   [2017-06-16]. （原始内容存档于2017-06-21） （日语）.
18. ↑  .   [2017-07-18] （日语）.[]

## 外部連結
- 《競女!!!!!!!!》 （日語）－WEB Sunday的線上官方網站。
- 電視動畫《競女!!!!!!!!》官方網站 （页面存档备份，存于） （日語）
- 電視動畫《競女!!!!!!!!》官方的X（前Twitter） （日語）